# Pachycephala citreogaster
A Pachycephala citreogaster a madarak osztályának verébalakúak (Passeriformes) rendjébe és a légyvadászfélék (Pachycephalidae) családjába tartozó faj.

## Rendszerezése
A fajt Edward Pierson Ramsay ausztráliai ornitológus írta le 1876-ban.

## Alfajai
- Pachycephala citreogaster citreogaster (E. P. Ramsay, 1876) - Új-Britannia, Új-Írország és Új-Hannover szigetek (Bismarck-szigetek)
- Pachycephala citreogaster sexuvaria (Rothschild & Hartert, 1924) - Szent Mátyás-szigetek (Bismarck-szigetek északi szigetei)
- Pachycephala citreogaster goodsoni (Rothschild & Hartert, 1914) - Admiralitás-szigetek (Új-Guinea szigetétől északra)
- Pachycephala citreogaster tabarensis (Mayr, 1955) - Tabar sziget (a (Bismarck-szigetek keleti szigetei közül)
- Pachycephala citreogaster ottomeyeri (Stresemann, 1933) - Lihir sziget (a (Bismarck-szigetek keleti szigetei közül) [2]

Önálló fajjá elkülönített alfajok:
- Pachycephala citreogaster collaris[2] E. P. Ramsay, 1878 vagy Pachycephala collaris[1]
- Pachycephala citreogaster rosseliana[2] Hartert, 1898Pachycephala rosseliana[1]

## Előfordulása
Pápua Új-Guineához tartozó Bismarck-szigetek területén honos.

## Természetvédelmi helyzete
A Természetvédelmi Világszövetség Vörös listáján nem szerepel.